# Air Madrid
Air Madrid Líneas Aéreas SA era una compagnia aerea con sede a San Sebastián de los Reyes, Comunità di Madrid, in Spagna, che gestiva i voli operativi per Spagna, Tenerife, Messico, Sud America, America Centrale, Europa e Israele. Sospese le sue operazioni il 15 dicembre 2006, lasciando oltre 330.000 passeggeri bloccati in America Latina e Spagna. L'Air Comet prese il controllo delle rotte latinoamericane, per poi cessare anch'essa le operazioni tre anni dopo.

## Storia
La compagnia aerea venne fondata nel 2003 e, nel maggio 2004, iniziò le operazioni con la consegna di due aeromobili Airbus A330-200. Era di proprietà di Celuisma (20%), Hotusa (20%), Herpil (12,5%), Catalonia Hoteles (10%), Quo Viajes (10%), Viajes Eroski (10%) e pochi altri. Air Madrid pianificava di avviare una nuova serie di rotte di linea a corto raggio per rifornire il traffico di alimentazione ai suoi voli a lungo raggio da Madrid. Inoltre parlò di noleggiare cinque Airbus A320 per voli verso Amsterdam, Francoforte, Londra, Milano e Parigi.
Nel settembre 2006 la compagnia aveva iniziato a subire ritardi più lunghi del solito e diverse cancellazioni di voli, con ritardi fino a 60 ore sulle rotte per l'America Latina. Come riportato da El País, la maggior parte di questi ritardi era iniziata dopo che le autorità aeronautiche spagnole, per motivi di sicurezza, si erano rifiutate di consentire ad alcuni aeromobili di operare a causa della scarsa manutenzione. Dopo un'indagine, la Dirección General de Aviación Civil raccomandò di limitare i voli di Air Madrid o di sospendere del tutto la loro licenza.
L'International Air Transport Association (IATA) annunciò che Air Madrid era stata sospesa dalle proprie operazioni in tutto il mondo il 15 dicembre 2006 a seguito della conferma che la compagnia aerea aveva chiuso l'attività. Il 16 dicembre 2006 Air Madrid sospese tutti i voli, lasciando migliaia di persone bloccate, a seguito di un'indagine del governo spagnolo sulle sue operazioni e a causa dei continui reclami dei clienti per un servizio scadente, che portò alla cancellazione della sua licenza operativa. 
Air Comet firmò un accordo con il governo spagnolo per rilevare le rotte latinoamericane precedentemente gestite da Air Madrid. Di seguito la compagnia aerea assunse il 53% della forza lavoro di Air Madrid ed accettò di riportare indietro i passeggeri bloccati.

## Destinazioni
- Da Madrid a Bogotà, Bucarest, Buenos Aires, Cartagena, Fortaleza, Guayaquil, Lima, Londra Gatwick, Milano, Panama, Parigi, Roma, Mahón, Palma di Maiorca, Ibiza, Quito, San José, Santa Cruz de Tenerife, Santiago del Cile, Tel Aviv e Toluca (aeroporto alternativo di Città del Messico).
- Da Barcellona a Bogotà, Bucarest, Buenos Aires, Cartagena, Fortaleza, Guayaquil, Milano, Santa Cruz de Tenerife, Las Palmas de Gran Canaria e Santiago.

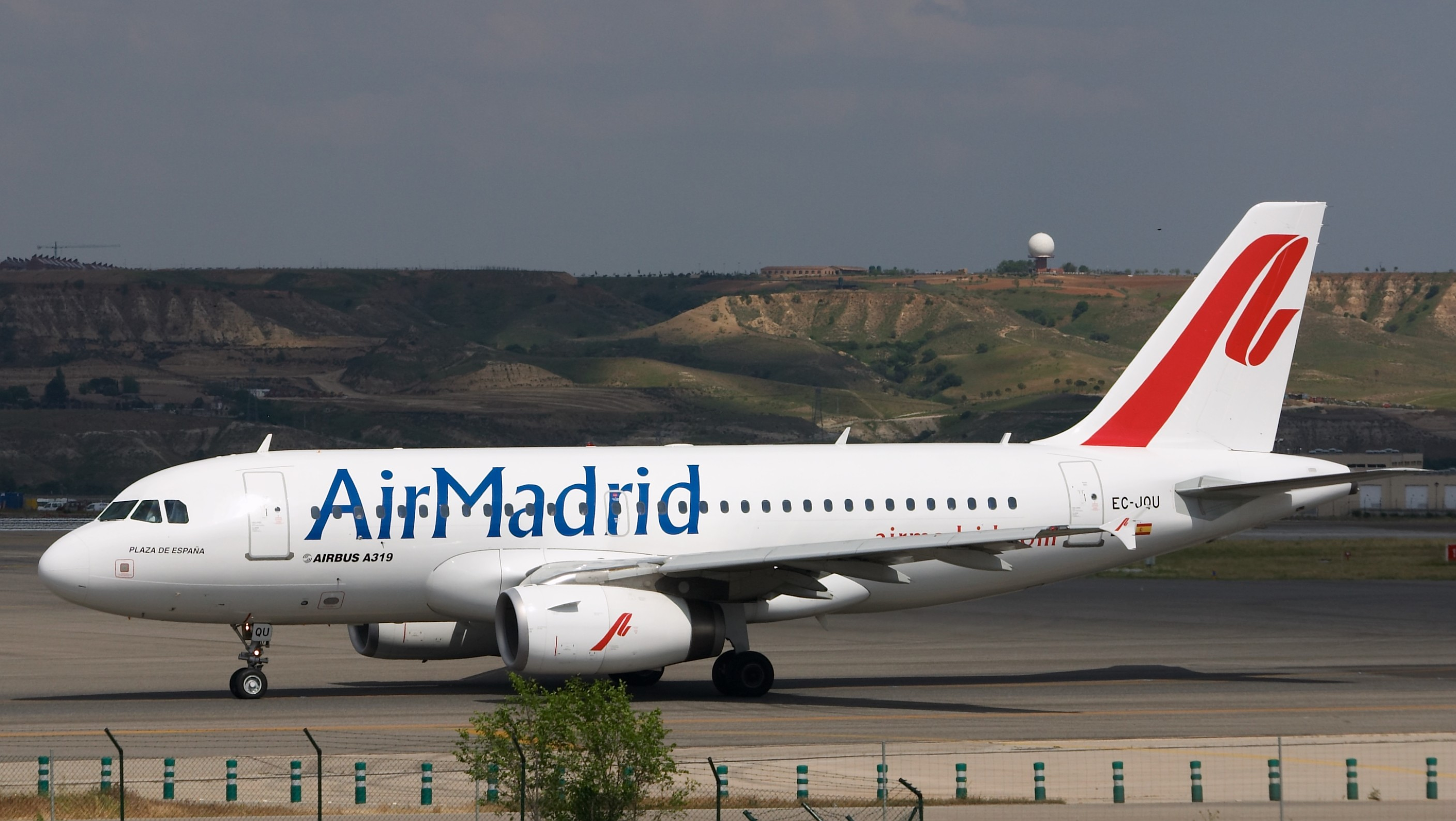
Airbus A319 di Air Madrid.

## Flotta
La flotta di Air Madrid consisteva nei seguenti velivoli (fino a novembre 2006):
- 1 Airbus A310-300 (passato ad Air Transat come C-GTSX)
- 2 Airbus A319-132 (ceduti entrambi a Sichuan Airlines)
- 3 Airbus A330-200 (SE-RBG tornato a Novair, EC-IYN e EC-IYB passati ad Air Comet "Viajes Pascual")
- 2 Airbus A330-300 (OO-SFW ceduto a Brussels Airlines, l'altro ad Air Asia)
- 1 Airbus A340-300 passato ad Air Comet[6]

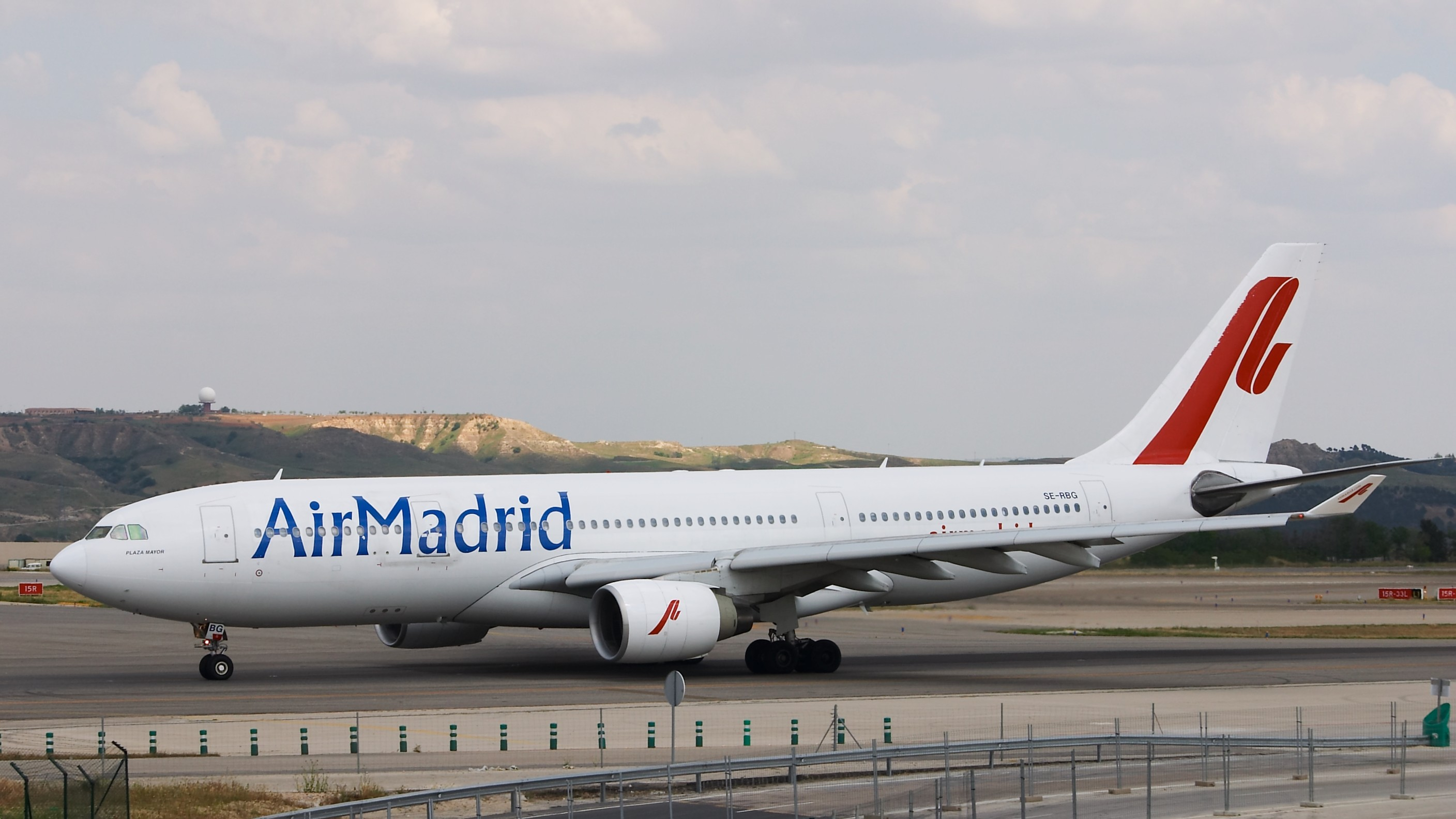
SE-RBG, l'Airbus A330 di Air Madrid ceduto alla compagnia Novair.